# Bluto
Bluto (noto anche come Bruto dal 1960 al 1962) è un personaggio a fumetti creato nel 1932 da Elzie Crisler Segar con il nome di "Bruto il Terribile" nella sua striscia a fumetti The Thimble Theatre (in seguito rinominata Popeye). Bruto fece la sua prima apparizione il 12 settembre di quello stesso anno, e l'anno seguente (1933) la Fleischer Studios lo adottò come il cattivo ricorrente nelle serie a cartoni animati su Braccio di Ferro. Nella versione italiana degli albi e dei fumetti appare anche sotto il nome di Timoteo.

## Il personaggio

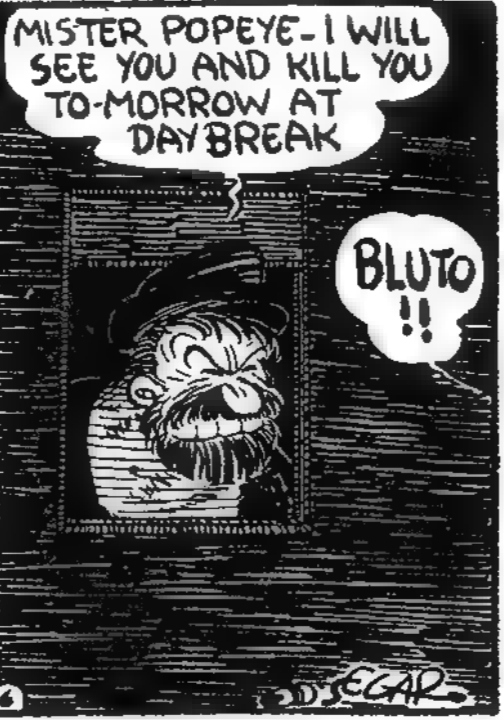
La prima apparizione di Bluto in Thimble Theatre, nella striscia del 12 settembre 1932

Bluto (Brutus) funge da principale antagonista di Braccio di Ferro e suo acerrimo rivale per l'amore di Olivia Oyl nei media audiovisivi, ricoprendo vari ruoli (marinaio, delinquente, ipnotizzatore, sceicco, istruttore lascivo, eccetera). È un uomo con folta barba bruna, alto, corpulento, rozzo ma anche molto stupido, con una voce e una parlata forte e pesante ma anche sgrammaticata(tende a definire se stesso con "Me" anziché con "Io")che include un incomprensibile ringhio. Possiede un'indole maleducata e generalmente si atteggia come un bullo o un teppista che usa la forza bruta e/o l'inganno per ottenere quello che vuole.
Anche se Bluto è chiaramente più grande di Braccio di Ferro, finisce sempre con il perdere il confronto con il nerboruto navigante. La forza fisica di Bluto è rappresentata in modo incoerente. In alcuni episodi, è più debole di Braccio di Ferro e ricorre a trucchi subdoli per raggiungere i suoi vari obiettivi. Altre volte, Braccio di Ferro non ha grandi possibilità contro Bluto in un combattimento finché non mangia i suoi spinaci. In altri cortometraggi, i due sono più o meno alla pari, con Bluto che alla fine prende il sopravvento prima che Braccio di Ferro mangi gli spinaci e sconfigga Bluto. 
Spesso il motivo dei litigi tra Bluto e Braccio di Ferro è Olivia (Olive Oyl), ragazza che fa battere il cuore di entrambi i marinai. Olivia inizialmente era attratta dal corpulento Bluto, poi però si scopre attratta dal più romantico Braccio di Ferro. Nonostante l'indubbia rivalità con quest'ultimo, in molti episodi si evince che tra i due si cela un'insospettabile e nascosta amicizia, tant'è che spesso tendono ad allearsi quando la situazione si fa critica.

## Ruoli del personaggio
Nella prima serie di cartoni animati, Bluto interpretava quasi sempre l'avversario di turno, passando ai ruoli più disparati: oltre al marinaio rissoso, lo si incontra come direttore d'orchestra, mago ipnotizzatore, nei panni di Sindbad il marinaio, del capo dei Quaranta Ladroni, Ercole e Tarzan. Nel fumetto originale invece non appare quasi mai, forse perché Segar ha preferito attribuirgli solo il ruolo di rivale di Braccio di Ferro nei cartoni animati.

## Cinema
Nel film live-action del 1980 Popeye - Braccio di Ferro, diretto dal regista statunitense Robert Altman, il personaggio di Bruto è interpretato dall'attore Paul L. Smith.

## Bluto o Brutus?
Negli Stati Uniti, un equivoco riguardo al personaggio di Bluto ha spinto la King Features Syndicate a cambiargli nome in "Brutus": nel 1957, la serie cinematografica di Braccio di Ferro venne interrotta e quando la King Features Syndicate iniziò la produzione della serie TV nel 1960, credeva che i diritti del nome del personaggio di Bluto appartenessero alla Paramount Pictures, distributrice delle serie create dai "Fleisher Studios" (poi diventati "Famous Studios"). In realtà, quei diritti appartenevano proprio alla King Features Syndicate, in quanto Bluto era già apparso nel fumetto originale di E. C. Segar, anche se in una sola storia, "The Eighth Sea" (tradotto "L'ottavo mare"): a causa delle poche ricerche al riguardo, la King Feature Syndicate non se ne accorse subito e per evitare ogni violazione di copyright, decise di reinventare il personaggio ribattezzandolo "Brutus", modificandogli l'aspetto (rendendolo più rozzo e obeso), dandogli una parlata più sgrammaticata e facendogli indossare una maglietta blu e dei pantaloni marroni.
Anche nell'adattamento italiano del film Popeye - Braccio di Ferro del 1980 il personaggio viene chiamato Brutus.
Ritornò a essere chiamato Bluto a partire dalla serie Le nuove avventure di Braccio di Ferro, prodotta dalla Hanna-Barbera nel 1978.
In genere, si tende a pensare che Bluto e Brutus siano la stessa persona, ma un fumetto del 1988 pubblicato dalla Ocean Comics, presentò i due personaggi come fratelli gemelli, cercando così di dare un'identità al personaggio di Brutus e di giustificare l'equivoco sul nome.